# Towa Uzawa
Towa Uzawa (鵜澤 飛羽, Uzawa Towa, né le 25 novembre 2002) est un athlète japonais, spécialiste des épreuves de sprint. 

## Biographie
Il remporte le 200 m des championnats d'Asie 2023 se déroulant à Bangkok en Thaïlande puis ceux de 2025 à Gumi.

## Palmarès
| Date | Compétition         | Lieu    | Résultat | Épreuve | Marque  |
| ---- | ------------------- | ------- | -------- | ------- | ------- |
| 2023 | Championnats d'Asie | Bangkok | 1er      | 200 m   | 20 s 23 |
| 2025 | Championnats d'Asie | Gumi    | 1er      | 200 m   | 20 s 21 |

## Records
| Épreuve | Épreuve   | Marque  | Lieu       | Date            |
| ------- | --------- | ------- | ---------- | --------------- |
| 100 m   | Plein air | 10 s 30 | Sagamihara | 20 mai 2021     |
| 200 m   | Plein air | 20 s 23 | Bangkok    | 16 juillet 2023 |